# 中村站 (江西省)
中村站，位于 江西省鹰潭市贵溪县泗沥镇中村，有皖赣铁路经过，距离火龙岗站534千米，距离贵溪站16千米。中村站由南昌铁路局管理，是上饶车务段在皖赣铁路上管理的最后一站。办理列车通过、停靠作业，不办理客货运业务；但每日有一对来往景德镇和南昌的旅客列车在该站办理通勤乘降业务。
2019年8月，南昌电务段对该站信号及电气设备设施进行更新工程。